# E-Especial
E-Especial (conhecido como Episódio Especial) é um programa televisivo português emitido nas tardes de sábado pela SIC. O programa foi estreado no dia 23 de fevereiro de 2008, registando 6.9% de audiência média e 29% de share Dá a conhecer toda a actualidade e todas as novidades que aconteceram durante a semana sobre os famosos e sobre as telenovelas.
Originalmente o programa estreou sob apresentação de Sofia Cerveira e Miguel Domingues. Em agosto de 2008 Miguel foi substituído pelo ator Ricardo Pereira.
Com a saída de Sofia Cerveira da SIC, a partir de meados de abril de 2025, o programa passou a ser apresentado apenas por Ricardo Pereira.

## Prémios e nomeações
Troféus de Televisão TV 7 Dias/Impala
| Ano  | Prémio          | Resultado |
| ---- | --------------- | --------- |
| 2021 | Programa Social | Indicado  |